# Carola Höhn
Carola Höhn, nata Karoline Minna Höhn (Bremerhaven, 30 gennaio 1910 – Grünwald, 8 novembre 2005), è stata un'attrice tedesca conosciuta anche con il nome Cora Ölhahn.

## Biografia
Nata a Geestemünde (Bremerhaven), Carola Höhn era figlia di un commerciante e di una locandiera. Nella sua carriera, iniziata alla fine degli anni venti e conclusa nel 2000, l'attrice che, negli ultimi anni lavorò quasi esclusivamente per la televisione, interpretò un centinaio tra film e lavori tv, come vari episodi della famosa serie poliziesca L'ispettore Derrick.

## Filmografia parziale

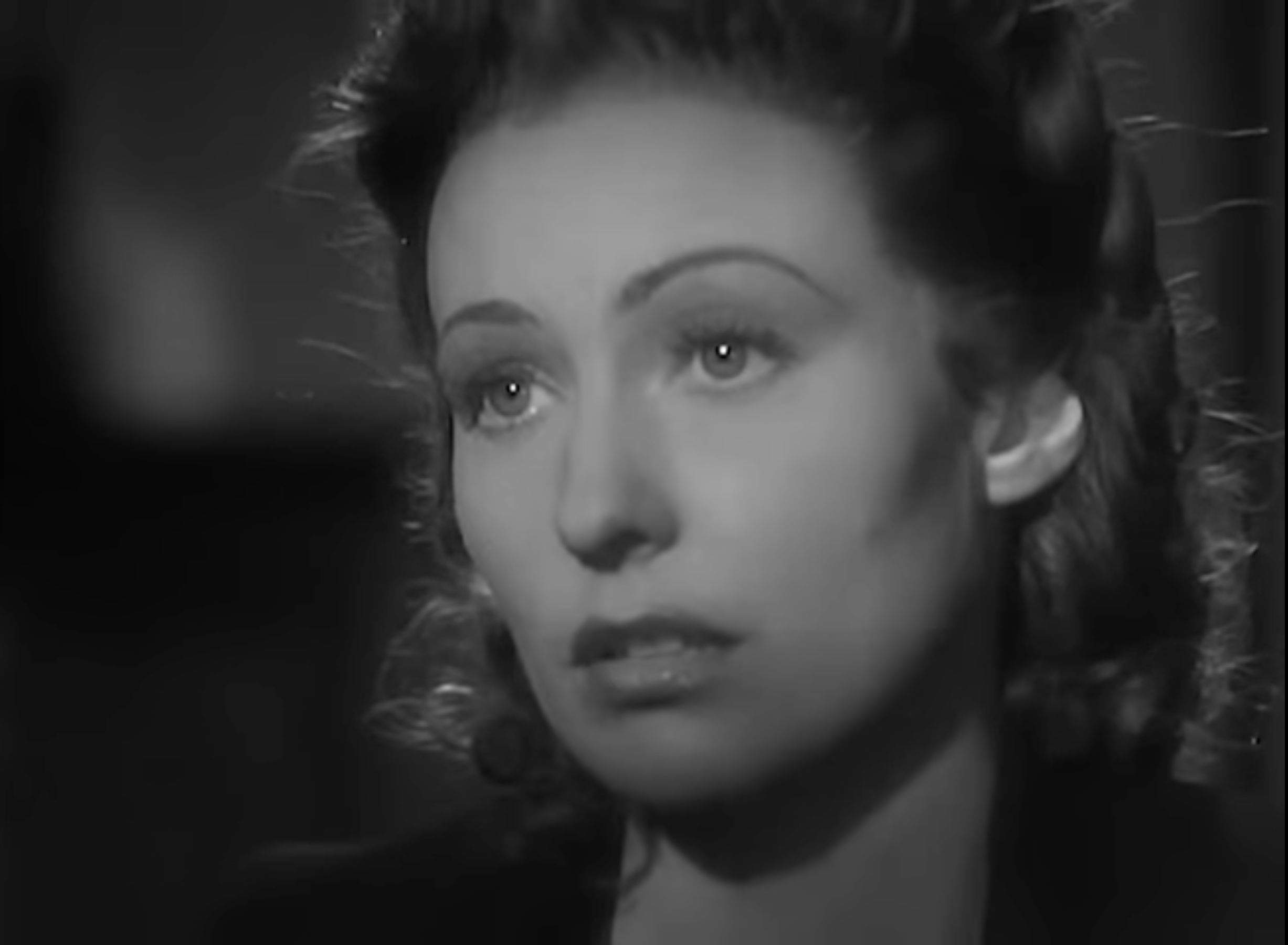
Carola Höhn in Beatrice Cenci (1941)

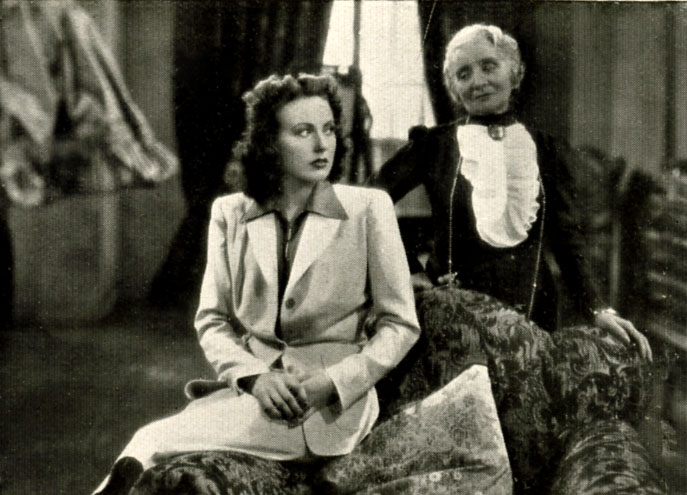
Carola Höhn con Emma Gramatica in Mamma (1941)

- Il cadavere vivente (Živoj trup), regia di Fëdor Ozep (1929)
- Jugendsünden, regia di Carl Heinz Wolff (1929)
- Wenn du noch eine Heimat hast, regia di Siegfried Philippi (1930)
- Ferien vom Ich, regia di Hans Deppe (1934)
- Alle Tage ist kein Sonntag, regia di Walter Janssen (1935)
- I due re (Der alte und der junge König - Friedrichs des Grossen Jugend), regia di Hans Steinhoff (1935)
- Fridericus, regia di Johannes Meyer (1937)
- La prigioniera di Sidney (Zu neuen Ufern), regia di Detlef Sierck (Douglas Sirk) (1937)
- Zweimal zwei im Himmelbett, regia di Hans Deppe e (supervisione) Paul May, Peter Ostermayr (1937)
- Papà cerca moglie (Hurra, ich bin Papa!), regia di Kurt Hoffmann (1939)
- Allegri vagabondi (Die lustigen Vagabunden), regia di Jürgen von Alten (1940)
- Mamma, regia di Guido Brignone (1941)
- Solitudine, regia di Livio Pavanelli (1941)
- Beatrice Cenci, regia di Guido Brignone (1941)
- Tre ragazze viennesi, regia di Giuseppe Fatigati e Hubert Marischka (1942)
- Du bist nicht allein, regia di Paul Verhoeven (1949)
- Johannisnacht, regia di Harald Reinl (1956)
- Vertauschtes Leben, regia di Helmut Weiss (1961)

## Doppiatrici italiane
- Lydia Simoneschi in Solitudine[1], Beatrice Cenci, Tre ragazze viennesi
- Tina Lattanzi in Mamma